# Podedvorní rybník
Podedvorní rybník je rybník o rozloze vodní plochy asi 4,4 ha, zhruba obdélníkovitého tvaru o rozměrech asi 400 × 100 m, nalézající se na bezejmenném potoce v polích asi 1,3 km západně od centra obce Sruby v okrese Ústí nad Orlicí. Je součástí soustavy tří rybníků - dalšími jsou Končinský rybník a rybník Komora. Zakreslen je již na mapovém listě č. 149 z prvního vojenského mapování z let 1764–1768. 
Rybník je využíván pro chov ryb.

## Galerie

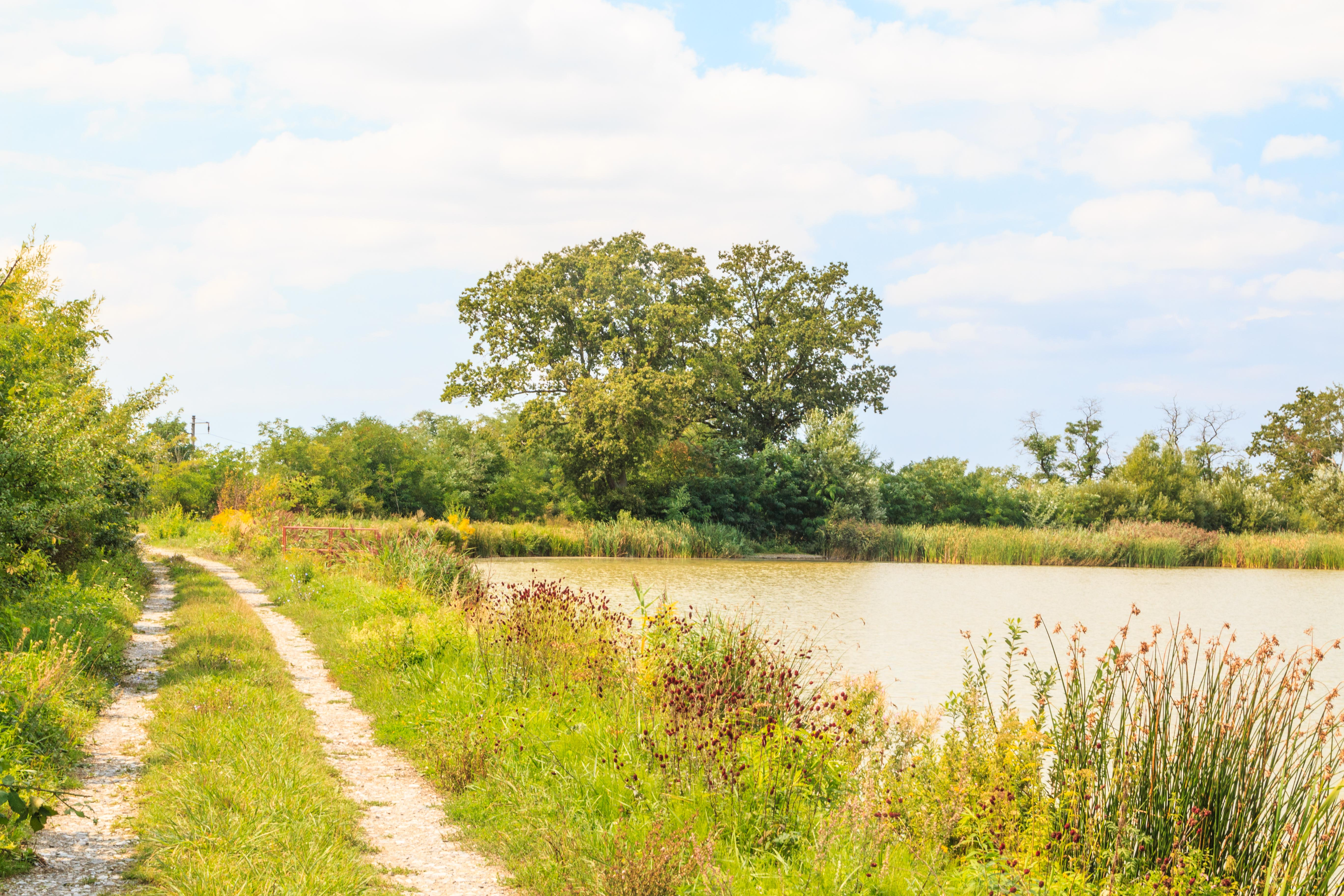
Pohled na Podedvorní rybník
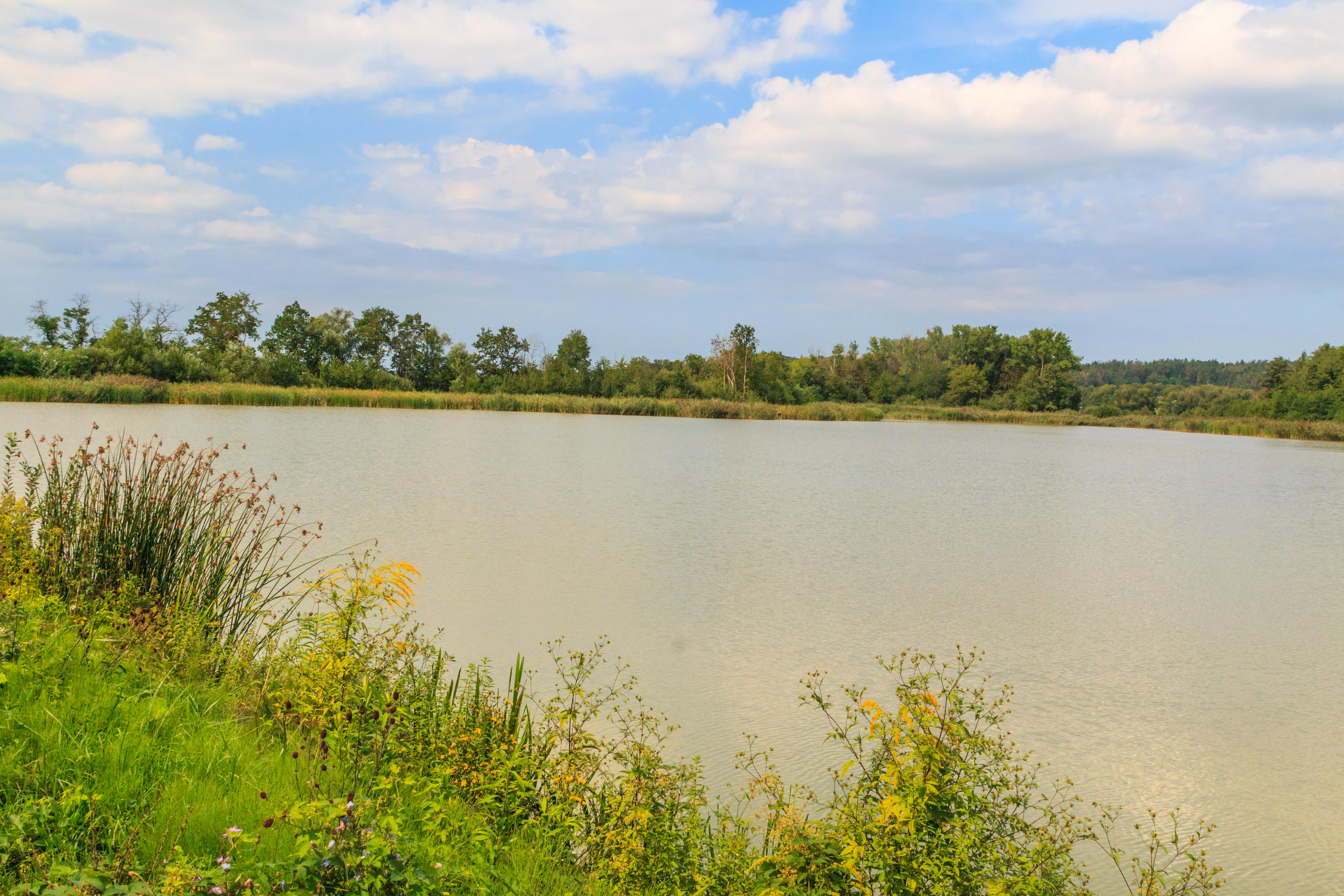
Pohled na Podedvorní rybník
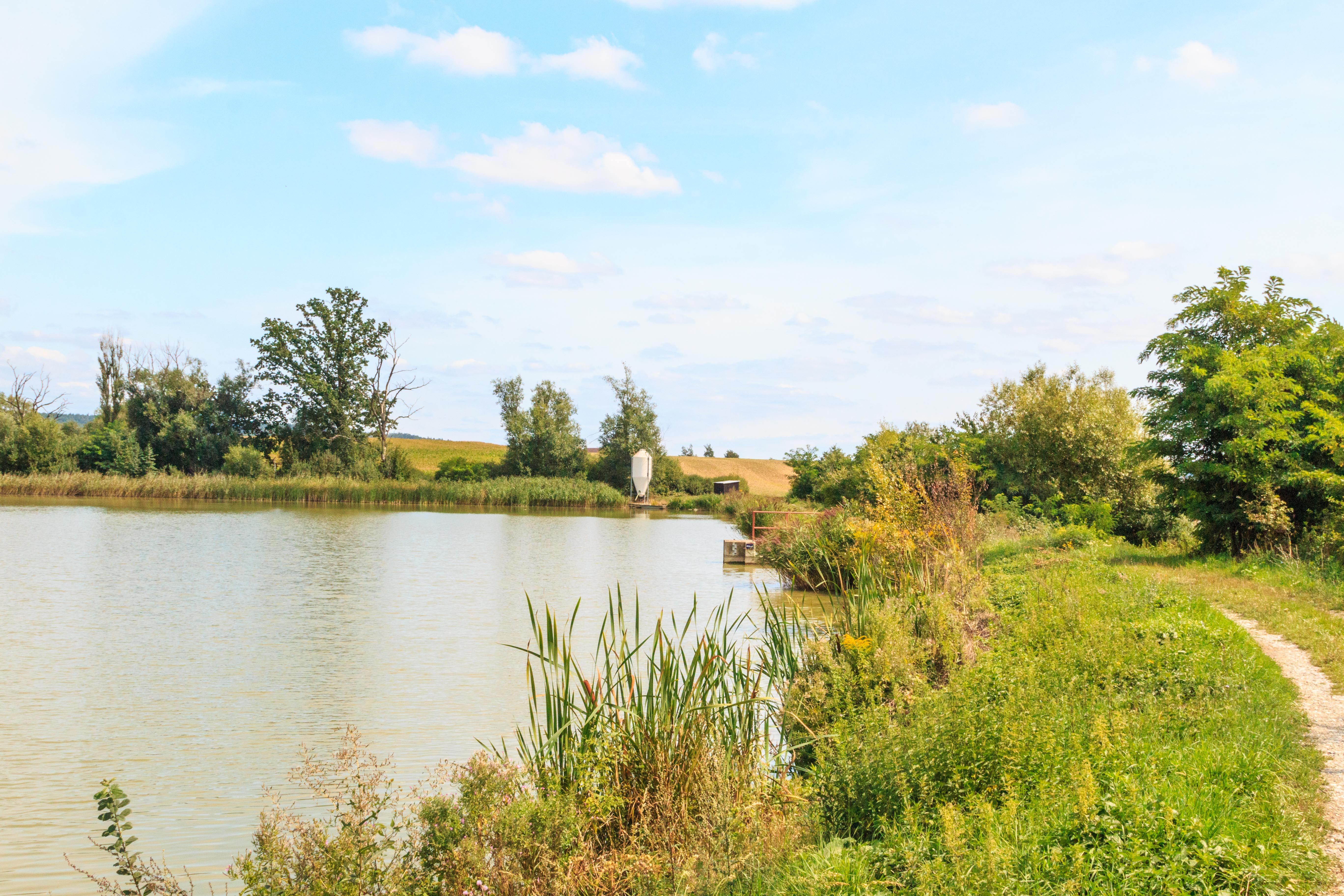
Pohled na Podedvorní rybník
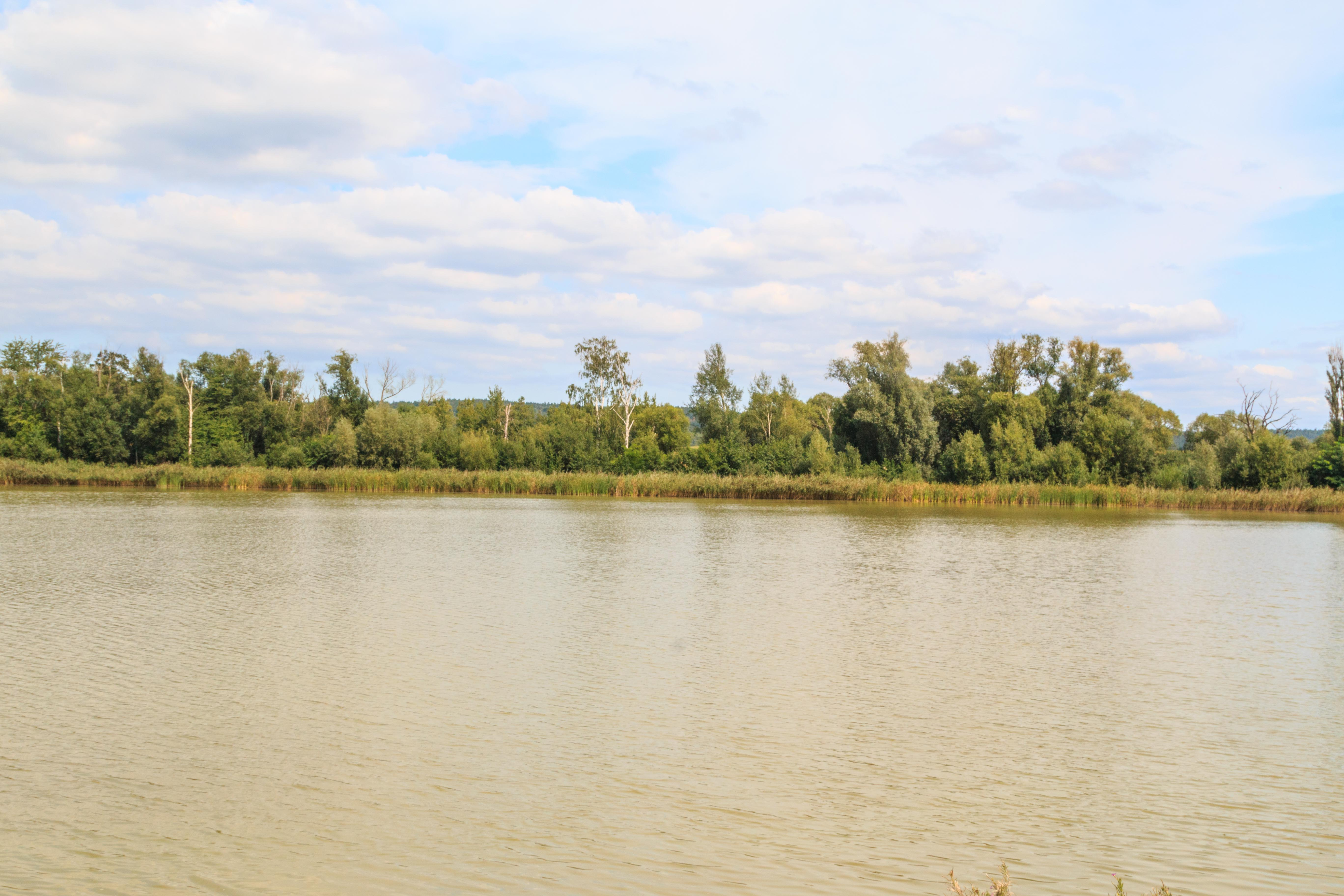
Pohled na Podedvorní rybník
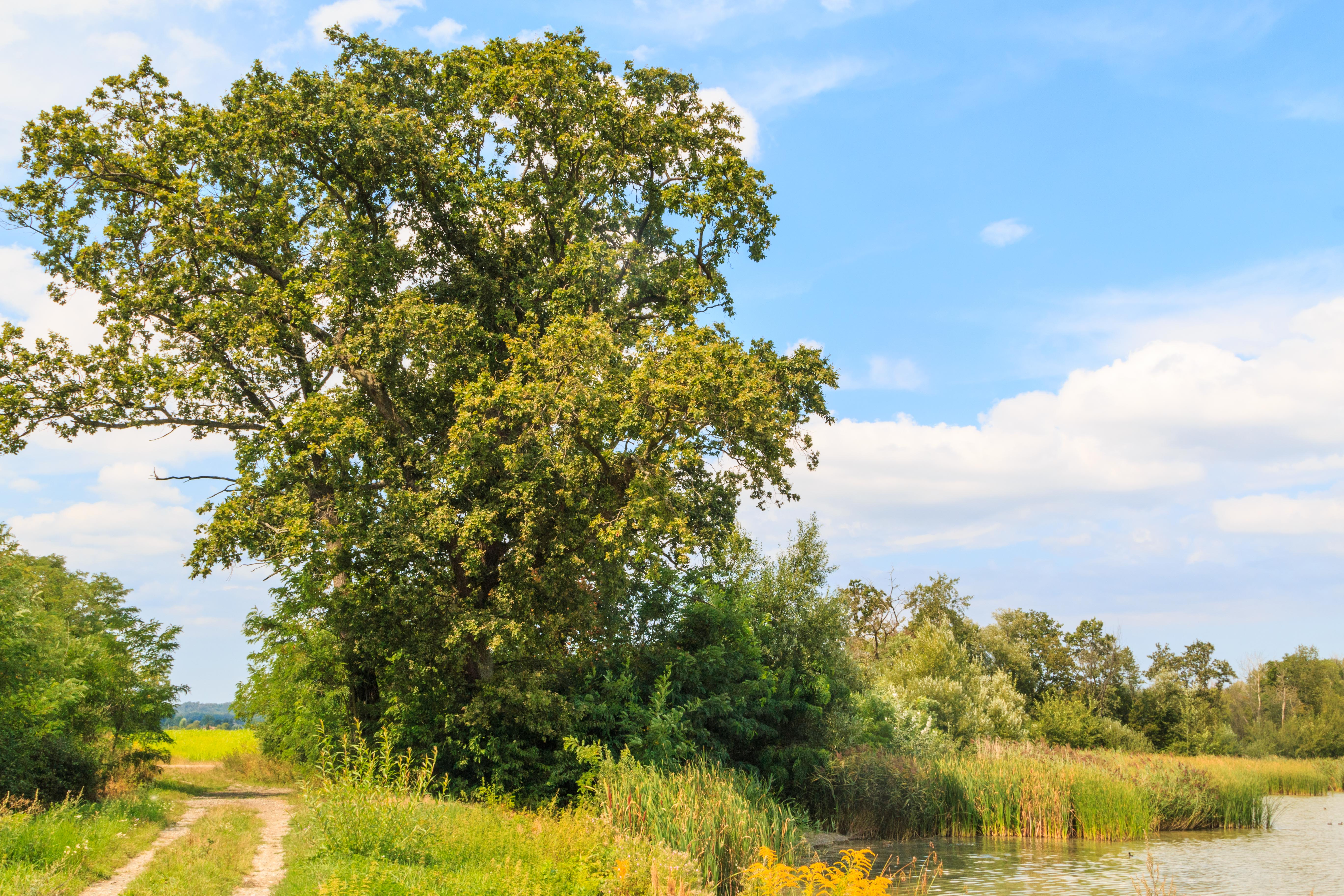
Pohled na Podedvorní rybník